# Dainis Krištopāns
Dainis Krištopāns (Ludza, 27 de setembre de 1990) és un jugador d'handbol letó que juga de lateral dret al RK Vardar. És a més internacional amb la Selecció d'handbol de Letònia.
És un dels jugadors d'handbol més alts de l'actualitat amb 2,15 m.

## Palmarès

### Tatran Presov
- Lliga d'Eslovàquia d'handbol (6): 2010, 2011, 2012, 2013, 2014, 2015
- Copa d'Eslovàquia d'handbol (6): 2010, 2011, 2012, 2013, 2014, 2015

### Meshkov Brest
- Lliga de Belarús d'handbol (2): 2016, 2017
- Copa de Belarús d'handbol (2): 2016, 2017

### Vardar
- Lliga de Campions de l'EHF (1): 2019[3]
- Lliga SEHA (1): 2018
- Lliga de Macedònia d'handbol (2): 2018, 2019
- Copa de Macedònia d'handbol (1): 2018

## Clubs
- SK Latgols (2009)
- HT Tatran Prešov (2009-2015)
- Al Rayyan HB (2015)
- Meshkov Brest (2015-2017)
- RK Vardar (2017-)[4]